# هانس فون روزنبرغ
هانس فون روزنبرغ (بالألمانية: Frederic von Rosenberg)‏ هو دبلوماسي وسياسي ألماني، ولد في 26 ديسمبر 1874 في برلين في ألمانيا، وتوفي في 30 يوليو 1937 في فورستينزيل في ألمانيا. انتخب سفير.